# Eupithecia bordigherata
Eupithecia bordigherata là một loài bướm đêm trong họ Geometridae.